# National Book Critics Circle Award
I National Book Critics Circle Awards (NBCC Awards) sono una serie di premi letterari assegnati annualmente dal National Book Critics Circle per promuovere "i migliori libri e le migliori recensioni pubblicate in inglese".
I premi vennero annunciati e presentati per la prima volta il 16 gennaio 1976.
Ci sono sei tipologie di premi per i libri pubblicati negli Stati Uniti nell'anno precedente: narrativa, saggistica, poesia, memorie/autobiografia, biografia e critica. Il premio per le biografie e le autobiografie venne introdotto nel 1983, ed inizialmente formava un'unica categoria. Dal 2004 vennero divisi in due riconoscimenti separati. Dal 2014 verrà assegnato anche un premio speciale "opera prima", chiamato John Leonard Award in onore del critico letterario e fondatore del National Book Critics Circle John Leonard, morto nel 2008.
Non vengono considerati i libri di cucina, i manuali di auto-aiuto, i libri illustrati, le opere di consultazione e i libri per bambini. Si considerano invece le traduzioni, le raccolte di racconti o di saggi, libri autopubblicati e ogni altro titolo che rientra nelle sei categorie indicate.
I giudici sono i direttori volontari del National Book Critics Circle, 24 membri che restano in carica tre anni. Ogni anno ne vengono eletti 8 detti "recensori e revisori delle recensioni".

## Vincitori

### Narrativa
- 1975 E.L. Doctorow Ragtime
- 1976 John Gardner October Light
- 1977 Toni Morrison Canto di Salomone
- 1978 John Cheever The Stories of John Cheever
- 1979 Thomas Flanagan L'anno del francese
- 1980 Shirley Hazzard Il passaggio di Venere
- 1981 John Updike Sei ricco, Coniglio
- 1982 Stanley Elkin George Mills
- 1983 William Kennedy Ironweed
- 1984 Louise Erdrich Medicina d'amore
- 1985 Anne Tyler Turista per caso
- 1986 Reynolds Price Kate Vaiden
- 1987 Philip Roth La controvita
- 1988 Bharati Mukherjee The Middleman and Other Stories
- 1989 E.L. Doctorow Billy Bathgate
- 1990 John Updike Riposa Coniglio
- 1991 Jane Smiley La casa delle tre sorelle
- 1992 Cormac McCarthy Cavalli selvaggi
- 1993 Ernest J. Gaines Una lezione prima di morire
- 1994 Carol Shields In cerca di Daisy
- 1995 Stanley Elkin Mrs. Ted Bliss
- 1996 Gina Berriault Donne nei loro letti
- 1997 Penelope Fitzgerald Il fiore azzurro
- 1998 Alice Munro Il sogno di mia madre
- 1999 Jonathan Lethem Testadipazzo
- 2000 Jim Crace Una storia naturale dell'amore
- 2001 Winfried Sebald Austerlitz
- 2002 Ian McEwan Espiazione
- 2003 Edward P. Jones Il mondo conosciuto
- 2004 Marilynne Robinson Gilead
- 2005 E.L. Doctorow La marcia
- 2006 Kiran Desai Eredi della sconfitta
- 2007 Junot Díaz La breve favolosa vita di Oscar Wao
- 2008 Roberto Bolaño 2666
- 2009 Hilary Mantel Wolf Hall
- 2010 Jennifer Egan Il tempo è un bastardo
- 2011 Edith Pearlman Visione binoculare
- 2012 Ben Fountain È il tuo giorno, Billy Lynn!
- 2013 Chimamanda Ngozi Adichie Americanah
- 2014 Marilynne Robinson Lila
- 2015 Paul Beatty Lo schiavista
- 2016 Louise Erdrich LaRose
- 2017 Joan Silber Tutte le conseguenze (Improvement)
- 2018 Anna Burns Milkman
- 2019 Edwidge Danticat La vita dentro (Everything Inside)
- 2020 Maggie O'Farrell Nel nome del figlio. Hamnet (Hamnet)[7]
- 2021 Honorée Fanonne Jeffers I canti d'amore di Wood Place (The Love Songs of W.E.B. Du Bois)[8]
- 2022 Ling Ma La donna che scompare (Bliss Montage: Stories)[9]
- 2023 Lorrie Moore I Am Homeless if This Is Not My Home[10]
- 2024 Hisham Matar Amici di una vita (My Friends)[11]

### Saggistica
- 1975 R. W. B. Lewis Edith Wharton: A Biography
- 1976 Maxine Hong Kingston The Woman Warrior: Memoirs of a Girlhood among Ghosts
- 1977 Walter Jackson Bate Samuel Johnson
- 1978 Maureen Howard Facts of Life
- 1979 Telford Taylor Munich: The Price of Peace
- 1980 Ronald Steel Walter Lippmann and the American Century
- 1981 Stephen Jay Gould The Mismeasure of Man
- 1982 Robert Caro The Path to Power: The Years of Lyndon Johnson
- 1983 Seymour M. Hersh The Price of Power: Kissinger in the Nixon White House
- 1984 Freeman Dyson Weapons and Hope
- 1985 J. Anthony Lukas Common Ground: A Turbulent Decade in the Lives of Three American Families
- 1986 John W. Dower War Without Mercy: Race and Power in the Pacific War
- 1987 Richard Rhodes L'invenzione della bomba atomica
- 1988 Taylor Branch Parting the Waters: America in the King Years, 1954–63
- 1989 Michael Dorris The Broken Cord
- 1990 Shelby Steele The Content of Our Character: A New Vision of Race in America
- 1991 Susan Faludi Backlash: The Undeclared War Against American Women
- 1992 Norman Maclean Young Men and Fire
- 1993 Alan Lomax The Land Where the Blues Began
- 1994 Lynn H. Nicholas The Rape of Europa: The Fate of Europe's Treasures in the Third Reich and the Second World War
- 1995 Jonathan Harr A Civil Action
- 1996 Jonathan Raban Bad Land: An American Romance
- 1997 Anne Fadiman The Spirit Catches You and You Fall Down
- 1998 Philip Gourevitch We Wish to Inform You That Tomorrow We Will Be Killed With Our Families
- 1999 Jonathan Weiner Time, Love, Memory: A Great Biologist and His Quest for the Origins of Behavior
- 2000 Ted Conover Newjack: Guarding Sing Sing
- 2001 Nicholson Baker Double Fold: Libraries and the Assault on Paper
- 2002 Samantha Power A Problem from Hell: America and the Age of Genocide
- 2003 Paul Hendrickson Sons of Mississippi
- 2004 Diarmaid MacCulloch The Reformation: A History
- 2005 Svjatlana Aleksievič Voices from Chernobyl: The Oral History of a Nuclear Disaster
- 2006 Simon Schama Rough Crossings: Britain, the Slaves and the American Revolution
- 2007 Harriet A. Washington Medical Apartheid: The Dark History of Medical Experimentation on Black Americans From Colonial Times to the Present
- 2008 Dexter Filkins The Forever War
- 2009 Richard Holmes The Age of Wonder: How the Romantic Generation Discovered the Beauty and Terror of Science
- 2010 Isabel Wilkerson The Warmth of Other Suns: The Epic Story of America's Great Migration
- 2011 Maya Jasanoff Liberty's Exiles: American Loyalists in the Revolutionary World
- 2012 Andrew Solomon Far from the Tree: Parents, Children, and the Search for Identity
- 2013 Sheri Fink Five Days at Memorial: Life and Death in a Storm-Ravaged Hospital
- 2014 David Brion Davis The Problem of Slavery in the Age of Emancipation
- 2015 Sam Quinones Dreamland: The True Story of America’s Opiate Epidemic
- 2016 Matthew Desmond Evicted: Poverty and Profit in the American City
- 2017 Frances FitzGerald The Evangelicals: The Struggle to Shape America
- 2018 Steve Coll Directorate S: The C.I.A. and America’s Secret Wars in Afghanistan and Pakistan
- 2019 Patrick Radden Keefe Say Nothing: A True Story of Murder and Memory in Northern Ireland
- 2020 Tom Zoellner Island on Fire: The Revolt That Ended Slavery in the British Empire
- 2021 Clint Smith How the Word Is Passed: A Reckoning with the History of Slavery Across America
- 2022 Isaac Butler The Method: How the Twentieth Century Learned to Act
- 2023 Roxanna Asgarian We Were Once a Family: A Story of Love, Death, and Child Removal in America
- 2024 Adam Higginbotham Challenger: A True Story of Heroism and Disaster on the Edge of Space

### Biografie/Autobiografie
- 1983 Joyce Johnson Minor Characters
- 1984 Joseph Frank Dostoevsky: The Years of Ordeal, 1850–1859
- 1985 Leon Edel Henry James: A Life
- 1986 Theodore Rosengarten Tombee: Portrait of a Cotton Planter
- 1987 Donald R. Howard Chaucer: His Life, His Works, His World
- 1988 Richard Ellmann Oscar Wilde
- 1989 Geoffrey C. Ward A First-Class Temperament: The Emergence of Franklin Roosevelt
- 1990 Robert A. Caro Means of Ascent: The Years of Lyndon Johnson, Vol. II
- 1991 Philip Roth Patrimony: A True Story
- 1992 Carol Brightman Writing Dangerously: Mary McCarthy and Her World
- 1993 Edmund White  Ladro di stile. Le diverse vite di Jean Genet
- 1994 Mikal Gilmore Shot in the Heart
- 1995 Robert Polito Savage Art: A Biography of Jim Thompson
- 1996 Frank McCourt Le ceneri di Angela
- 1997 James Tobin Ernie Pyle's War: America's Eyewitness to World War II
- 1998 Sylvia Nasar Il genio dei numeri. Storia di John Nash, matematico e folle
- 1999 Henry Wiencek The Hairstons: An American Family in Black and White
- 2000 Herbert P. Bix Hirohito and the Making of Modern Japan
- 2001 Adam Sisman Boswell's Presumptuous Task: The Making of the Life of Dr.Johnson
- 2002 Janet Browne Charles Darwin: The Power of Place, Vol. II
- 2003 William Taubman Khrushchev: The Man and His Era
- 2004 Mark Stevens e Annalyn Swan De Kooning: An American Master
- Premio interrotto

### Memorie/Autobiografie
- 2005 Francine du Plessix Gray Them: A Memoir of Parents
- 2006 Daniel Mendelsohn The Lost: A Search for Six of Six Million
- 2007 Edwidge Danticat Fratello, sto morendo
- 2008 Ariel Sabar My Father’s Paradise: A Son’s Search for His Jewish Past in Kurdish Iraq
- 2009 Diana Athill Da qualche parte verso la fine
- 2010 Darin Strauss Half a Life
- 2011 Mira Bartók The Memory Palace
- 2012 Leanne Shapton Swimming Studies
- 2013 Amy Wilentz Farewell, Fred Voodoo: A Letter From Haiti
- 2014 Roz Chast Can't We Talk About Something More Pleasant?
- 2015 Margo Jefferson Negroland
- 2016 Hope Jahren Labgirl
- 2017 Xiaolu Guo Nine Continents: A Memoir In and Out of China
- 2018 Nora Krug Belonging: A German Reckons With History and Home
- 2019 Chanel Miller Know My Name: A Memoir
- 2020 Cathy Park Hong Minor Feelings: An Asian American Reckoning
- 2021 Jeremy Atherton Lin Gay Bar: Why We Went Out
- 2022 Hua Hsu Stay True: A Memoir
- 2023 Safiya Sinclair How to Say Babylon: A Memoir
- 2024 Aleksej Naval'nyj Patriot. La mia storia (Patriot: A Memoir)

### Biografie
- 2005 Kai Bird e Martin J. Sherwin Robert Oppenheimer, il padre della bomba atomica: il trionfo e la tragedia di uno scienziato
- 2006 Julie Phillips James Tiptree, Jr.: The Double Life of Alice B. Sheldon
- 2007 Tim Jeal Stanley: The Impossible Life of Africa's Greatest Explorer
- 2008 Patrick French The World is What it is: The Authorized Biography of V.S. Naipaul
- 2009 Blake Bailey Cheever: A Life
- 2010 Sarah Bakewell Montaigne: l'arte di vivere
- 2011 John Lewis Gaddis George F. Kennan: An American Life
- 2012 Robert A. Caro The Passage of Power: The Years of Lyndon Johnson
- 2013 Leo Damrosch Jonathan Swift: His Life and His World
- 2014 John Lahr Tennessee Williams: Mad Pilgrimage of the Flesh
- 2015 Charlotte Gordon Romantic Outlaws: The Extraordinary Lives of Mary Wollstonecraft and Her Daughter Mary Shelley
- 2016 Ruth Franklin Shirley Jackson: A Rather Haunted Life
- 2017 Caroline Fraser Prairie Fires: The American Dreams of Laura Ingalls Wilder
- 2018 Christopher Bonanos Flash: The Making of Weegee the Famous
- 2019 Josh Levin The Queen: The Forgotten Life Behind an American Myth
- 2020 Amy Stanley Stranger in the Shogun’s City: A Japanese Woman and Her World
- 2021 Rebecca Donner All the Frequent Troubles of Our Days: The True Story of the American Woman at the Heart of the German Resistance to Hitler
- 2022 Beverly Gage G-Man: J. Edgar Hoover and the Making of the American Century
- 2023 Jonny Steinberg Winnie and Nelson: Portrait of a Marriage
- 2024 Cynthia Carr Candy Darling: Dreamer, Icon, Superstar

### Poesia
- 1975 John Ashberry Self-portrait in a Convex Mirror
- 1976 Elizabeth Bishop Geography III
- 1977 Robert Lowell Giorno per giorno (Day by Day)
- 1978 L. E. Sissman Hello, Darkness: The Collected Poems of L. E. Sissman
- 1979 Philip Levine Ashes: Poems New and Old'' and ''7 Years From Somewhere
- 1980 Frederick Seidel Sunrise
- 1981 A. R. Ammons A Coast of Trees
- 1982 Katha Pollitt Antarctic Traveler
- 1983 James Merrill The Changing Light at Sandover
- 1984 Sharon Olds The Dead and the Living
- 1985 Louise Glück The Triumph of Achilles
- 1986 Edward Hirsch Wild Gratitude
- 1987 C.K. Williams Flesh and Blood
- 1988 Donald Hall That One Day
- 1989 Rodney Jones Transparent Gestures
- 1990 Amy Gerstler Bitter Angel
- 1991 Albert Goldbarth Heaven and Earth: A Cosmology
- 1992 Hayden Carruth Collected Shorter Poems 1946–1991
- 1993 Mark Doty My Alexandria
- 1994 Mark Rudman Rider
- 1995 William Matthews Time and Money
- 1996 Robert Hass Sun Under Wood
- 1997 Charles Wright Black Zodiac
- 1998 Marie Ponsot The Bird Catcher
- 1999 Ruth Stone Ordinary Words
- 2000 Judy Jordan Carolina Ghost Woods
- 2001 Albert Goldbarth Saving Lives
- 2002 B.H. Fairchild Early Occult Memory Systems of the Lower Midwest
- 2003 Susan Stewart Columbarium
- 2004 Adrienne Rich The School Among the Ruins
- 2005 Jack Gilbert Refusing Heaven
- 2006 Troy Jollimore Tom Thomson in Purgatory
- 2007 Mary Jo Bang Elegy
- 2008 August Kleinzahler Sleeping it Off in Rapid City e  Juan Felipe Herrera Half the World in Light
- 2009 Rae Armantrout Versed
- 2010 C.D. Wright One With Others
- 2012 D. A. Powell Useless Landscape, or A Guide for Boys e Laura Kasischke Space, In Chains
- 2013 Frank Bidart Metaphysical Dog
- 2014 Claudia Rankine Citizen: An American Lyric
- 2015 Ross Gay Catalogue of Unabashed Gratitude
- 2016 Ishion Hutchinson House of Lords and Commons
- 2017 Layli Long Soldier Whereas
- 2018 Ada Limón The Carrying
- 2019 Morgan Parker Magical Negro
- 2020 Francine J. Harris Here Is the Sweet Hand
- 2021 Diane Seuss Frank: Sonnets
- 2022 Cynthia Cruz Hotel Oblivion
- 2023 Kim Hyesoon Phantom Pain Wings
- 2024 Anne Carson Wrong Norma

### Critica
- 1975 Paul Fussell The Great War and Modern Memory
- 1976 Bruno Bettelheim The Uses of Enchantment: The Meaning and Importance and Importance of Fairy Tales
- 1977 Susan Sontag On Photography
- 1978 Meyer Schapiro Modern Art: 19th and 20th Centuries (Selected Papers, Volume 2)
- 1979 Elaine Pagels The Gnostic Gospels
- 1980 Helen Vendler Part of Nature, Part of Us: Modern American Poets
- 1981 Virgil Thomson A Virgil Thomson Reader
- 1982 Gore Vidal The Second American Revolution and Other Essays
- 1983 John Updike Hugging the Shore: Essays and Criticism
- 1984 Robert Hass Twentieth Century Pleasures: Prose on Poetry
- 1985 William H. Gass Habitations of the Word: Essays
- 1986 Joseph Brodsky Less Than One: Selected Essays
- 1987 Edwin Denby Dance Writings
- 1988 Clifford Geertz Works and Lives: The Anthropologist as Author
- 1989 John Clive Not by Fact Alone: Essays on the Writing and Reading of History
- 1990 Arthur C. Danto Encounters and Reflections: Art in the Historical Present
- 1991 Lawrence L. Langer Holocaust Testimonies: The Ruins of Memory
- 1992 Garry Wills Lincoln at Gettysburg: The Words That Remade America
- 1993 John Dizikes Opera in America: A Cultural History
- 1994 Gerald Early The Culture of Bruising: Essays on Prizefighting, Literature, and Modern American Culture
- 1995 Robert Darnton The Forbidden Best-Sellers of Pre-Revolutionary France
- 1996 William H. Gass Finding a Form
- 1997 Mario Vargas Llosa Making Waves
- 1998 Gary Giddins Visions of Jazz: The First Century
- 1999 Jorge Luis Borges Selected Non-Fictions
- 2000 Cynthia Ozick Quarrel & Quandary
- 2001 Martin Amis The War Against Cliché: Essays and Reviews, 1971–2000
- 2002 William H. Gass Tests of Time
- 2003 Rebecca Solnit River of Shadows: Eadweard Muybridge and the Technological Wild West
- 2004 Patrick Neate Where You're At: Notes From the Frontline of a Hip-Hop Planet
- 2005 William Logan The Undiscovered Country: Poetry in the Age of Tin
- 2006 Lawrence Weschler Everything That Rises: A Book of Convergences
- 2007 Alex Ross The Rest Is Noise: Listening to the Twentieth Century
- 2008 Seth Lerer Children’s Literature: A Readers’ History: Reader’s History from Aesop to Harry Potter
- 2009 Eula Biss Notes from No Man's Land: American Essays
- 2010 Clare Cavanagh Lyric Poetry and Modern Politics: Russia, Poland, and the West
- 2011 Geoff Dyer Otherwise Known as the Human Condition: Selected Essays and Reviews
- 2012 Marina Warner Stranger Magic: Charmed States and the Arabian Nights
- 2013 Franco Moretti Distant Reading
- 2014 Ellen Willis The Essential Ellen Willis, edited by Nona Willis Aronowitz
- 2015 Maggie Nelson The Argonauts
- 2016 Carol Anderson White Rage
- 2017 Carina Chocano You Play the Girl: On Playboy Bunnies, Stepford Wives, Train Wrecks, & Other Mixed Messages
- 2018 Zadie Smith Feel Free: Essays
- 2019 Saidiya Hartman Wayward Lives, Beautiful Experiments: Intimate Stories of Social Upheaval
- 2020 Nicole R. Fleetwood Marking Time: Art in the Age of Mass Incarceration
- 2021 Melissa Febos Girlhood
- 2022 Timothy Bewes Free Indirect: The Novel in a Postfictional Age
- 2023 Tina Post Deadpan: The Aesthetics of Black Inexpression
- 2024 Hanif Abdurraqib There’s Always This Year: On Basketball and Ascension

### John Leonard Award
Premio per l'opera prima
- 2013 Anthony Marra La fragile costellazione della vita (A Constellation of Vital Phenomena)
- 2014 Phil Klay Fine missione (Redeployment)
- 2015 Kirstin Valdez Quade Night at the Fiestas
- 2016 Yaa Gyasi Non dimenticare chi sei (Homegoing)
- 2017 Carmen Maria Machado Il suo corpo e altre feste (Her Body and Other Parties)
- 2018 Tommy Orange Non qui, non altrove (There There)
- 2019 Sarah M. Broom The Yellow House
- 2020 Raven Leilani Chiaroscuro (Luster)
- 2021 Anthony Veasna So Afterparties: Stories
- 2022 Morgan Talty Night of the Living Rez
- 2023 Tahir Hamut Izgil Waiting to Be Arrested at Night: a Uyghur Poet’s Memoir of China’s Genocide
- 2024 Tessa Hulls Feeding Ghosts: A Graphic Memoir

### Ivan Sandrof Lifetime Achievement Award
Ivan Sandrof è stato uno dei fondatori del National Book Critics Circle, nonché primo presidente.
Il Sandrof Award è chiamato anche "Ivan Sandrof Award for Lifetime Achievement in Publishing" e "Ivan Sandrof Award, Contribution to American Arts & Letters".
- 1981
- 1982 Leslie A. Marchand
- 1983
- 1984 The Library of America
- 1985
- 1986
- 1987 Robert Giroux
- 1988
- 1989 James Laughlin
- 1990 Donald Keene
- 1991
- 1992
- 1993
- 1994 William Maxwell
- 1995 Alfred Kazin ed Elizabeth Hardwick
- 1996 Albert Murray
- 1997 Leslie Fiedler
- 1998
- 1999 Lawrence Ferlinghetti e Pauline Kael
- 2000 Barney Rosset
- 2001 Jason Epstein
- 2002 Richard Howard
- 2003 Studs Terkel
- 2004 Louis D. Rubin, Jr.
- 2005 Bill Henderson
- 2006 John Leonard
- 2007 Emilie Buchwald
- 2008 PEN American Center [13]
- 2009 Joyce Carol Oates
- 2010 Dalkey Archive Press
- 2011 Robert Silvers
- 2012 Sandra Gilbert e Susan Gubar
- 2013 Rolando Hinojosa-Smith
- 2014 Toni Morrison
- 2015 Wendell Berry
- 2016 Margaret Atwood
- 2017 John McPhee
- 2018 Arte Público Press
- 2019 Naomi Shihab Nye
- 2020 Feminist Press
- 2021 Percival Everett
- 2022 Joy Harjo
- 2023 Judy Blume
- 2024 Sandra Cisneros

### Nona Balakian Citation for Excellence in Reviewing
Il Balakian Citation è un premio annuale. È in onore di Nona Balakian, il terzo dei fondatori del National Book Critics Circle.
Per 43 years, Balakian ha fatto parte dello staff del New York Times Book Review. 
I finalisti in corsa per il premio sono cinque, e uno di loro viene poi scelto come vincitore. Questo premio è stato descritto come “il premio più prestigioso del Paese per la critica libraria”.
- 1991 George Scialabba
- 1992 Elizabeth Ward
- 1993 Brigitte Frase
- 1994 JoAnn C. Gutin
- 1995 Laurie Stone
- 1996 Dennis Drabelle
- 1997 Thomas Mallon
- 1998 Albert Mobilio
- 1999 Benjamin Schwarz
- 2000 Daniel Mendelsohn
- 2001 Michael Gorra
- 2002 Maureen N. McLane
- 2003 Scott McLemee
- 2004 David Orr
- 2005 Wyatt Mason
- 2006 Steven G. Kellman
- 2007 Sam Anderson
- 2008 Ron Charles
- 2009 Joan Acocella
- 2010 Parul Sehgal
- 2011 Kathryn Schulz
- 2012 William Deresiewicz
- 2013 Katherine A. Powers
- 2014 Alexandra Schwartz
- 2015 Carlos Lozada
- 2016 Michelle Dean
- 2017 Charles Finch
- 2018 Maureen Corrigan
- 2019 Katy Waldman
- 2020 Jo Livingstone
- 2021 Merve Emre
- 2022 Jennifer Wilson
- 2023 Becca Rothfeld
- 2024 Lauren Michele Jackson